# Giulio Quirino Giglioli
Pour les articles homonymes, voir Giglioli.
Giulio Quirino Giglioli (1886 – 1957) est un historien de l'art italien, spécialiste de la Grèce antique et des Étrusques.

## Biographie
Giglioli fut l'élève et l'assistant d'Emanuel Löwy et de  Rodolfo Lanciani. Il combattit pendant la  Première Guerre mondiale, et découvrit dans la même période le fameux Apollon de Véies en  1916 sur le site de Portonaccio. 
Il enseigna à l'université de Rome à partir de 1923, comme professeur d'histoire de l'art classique. 
Il est élu député du Parti national fasciste en 1934, conseiller national de la Chambre des Faisceaux et des Corporations et devint membre du conseil de la ville en 1935.
Il travailla sur plusieurs sites étrusques ainsi que sur le forum romain et le mausolée d'Auguste pour des projets du gouvernement fasciste. Après la chute du régime fasciste en 1943, il retourna enseigner puis fonda le  journal Archeologia Classica en 1948. 
Parmi ses élèves, on note Massimo Pallottino qui deviendra un étruscologue réputé, ainsi que l'archéologue Luigi Bernabò Brea.

## Ouvrages
- L’arte etrusca (1935)
- L'Arte greca 2 vols (1955)
- Corpus vasorum antiquorum. Italia. Museo nazionale di Villa Giulia in Roma (1925ff)
- Corpus vasorum antiquorum. Italia. Musei capitolini di Roma  (1962)